# Jungle (álbum)
Jungle é o álbum de estréia do coletivo de neo soul Jungle, originado em Londres. Foi lançados em 14 de julho de 2014 pela XL Records.
Em setembro de 2014, o álbum foi pré-selecionado para o Mercury Prize 2014.

## Faixas
Todas as faixas escritas e compostas por Jungle. 
| N.º            | Título                    | Duração |  |
| 1.             | "The Heat"                | 3:16    |  |
| 2.             | "Accelerate"              | 3:04    |  |
| 3.             | "Busy Earnin'"            | 3:01    |  |
| 4.             | "Platoon"                 | 3:12    |  |
| 5.             | "Drops"                   | 2:53    |  |
| 6.             | "Time"                    | 3:33    |  |
| 7.             | "Smoking Pixels"          | 1:47    |  |
| 8.             | "Julia"                   | 3:15    |  |
| 9.             | "Crumbler"                | 3:02    |  |
| 10.            | "Son of a Gun"            | 3:28    |  |
| 11.            | "Lucky I Got What I Want" | 4:16    |  |
| 12.            | "Lemonade Lake"           | 4:19    |  |
| Duração total: | Duração total:            | 39:06   |  |

| N.º            | Título                                              | Duração |  |
| 13.            | "Bonus Track" (sem nome, apenas na versão do vinil) | 1:11    |  |
| Duração total: | Duração total:                                      | 40:17   |  |